# 段龕
段龕（？—357年），中國十六國時期段部鮮卑的首領。是前任首領段蘭之子。段龕在段蘭於令支（今中國河北省遷安市）去世之後，就接管其部眾。
350年，後趙冉閔叛變，建立冉魏，中原再次大亂，段龕趁此機會率所部南下，先是據守陳留（今中國河南省開封縣），後遷廣固（今中國山東省青州市），自稱齊王。351年，歸降東晉，被東晉任命為鎮北將軍，封齊公，但仍保持一定獨立的地位，其勢力在山東半島一帶頗為強盛。
355年，段龕指責前燕慕容儁稱帝的行為，慕容儁大怒，遂命慕容恪攻擊段龕，次年（356年），廣固城陷，段龕投降，被前燕任命為伏順將軍。再次年（357年），段龕及降卒三千人皆被前燕所殺。
| 前任： 父段蘭 | 段部鮮卑首領 ？－356年 | 繼任： -- |